# 格林維爾 (伊利諾伊州)
格林維爾（英語：Greenville）是一個位於美國伊利諾伊州邦德縣的城市。根據2010年美國人口普查，該地人口為7,000人，而該地的面積約為16.23平方千米。同時該地也是邦德縣的縣治。

## 地理
格林維爾的座標為38°53′00″N 89°24′00″W / 38.88333°N 89.40000°W，而該地的平均海拔高度為152米（即500英尺）。